# 游旭群
游旭群（1963年9月—），男，湖南新化人，曾任中国心理学会理事长、陕西师范大学教育科学学院院长、心理学院院长，现任陕西师范大学校长。

## 生平
1982年至1986年，陕西师范大学教育系读本科生，获学士学位。1986年至1989年，陕西师范大学心理系硕士研究生, 获硕士学位。1988年12月入党，1989年9月至2000年4月任第四军医大学航空航天医学系心理教研室讲师、副教授。1996年于华东师范大学获博士学位。2012年6月任陕西师范大学副校长，2018年1月任陕西师范大学校长。